# 黎草田
黎草田（1921年4月20日—1994年2月13日），原名黎观暾，筆名丹路、草田，广东中山人，香港作曲家及指挥，於长城电影公司担任电影配乐和作曲工作。1959年創辦「音樂愛好者合唱團」，1975年易名為「草田合唱團」。曾與費明儀、鄒允貞等創立「香港合唱團協會」。

## 家庭
兒子黎小田為流行曲作曲家，女兒黎海寧為編舞家。

## 外部連結
- 黎草田在互联网电影资料库（IMDb）上的資料（英文）（英文）
- 黎草田在香港影庫上的簡介
- 紀念黎草田音樂會將舉行[永久]
- 《大時代中的黎草田－－一個香港本土音樂家的道路》（页面存档备份，存于）